# Lahntalbrücke Limburg
Die Lahntalbrücke Limburg ist eine 450 Meter lange Brücke der Autobahn 3 in Limburg. Die ab dem Jahr 2013 errichtete und 2016 fertiggestellte Balkenbrücke liegt östlich der Limburger Kernstadt und überspannt die Lahn, sowie die parallel verlaufende Lahntalbahn und die Landesstraße L3020 (Eschhöfer Weg) in einer Höhe von maximal etwa 62 Metern über Grund.
Die erste Lahntalbrücke der Autobahn bei Limburg wurde in den Jahren 1937 bis 1939 als steinerne Bogenbrücke errichtet. Nach der Zerstörung durch ein Sprengkommando der deutschen Wehrmacht im Jahr 1945 war sie von 1949 bis 1962 mit Behelfsüberbauten wieder in Betrieb. In den Jahren 1960 bis 1964 wurde eine Spannbetonbalkenbrücke errichtet. Diese wurde 2017 nach der Fertigstellung des Neubaus abgerissen.
Seit 2001 verläuft wenige hundert Meter lahnaufwärts nahezu parallel die Lahntalbrücke der Schnellfahrstrecke Köln–Rhein/Main.

## Brücke 1939 bis 1945
Das Bauwerk entstand nach einem Entwurf der Frankfurter Obersten Bauleitung für Kraftfahrbahnen als Naturstein-Bogenbrücke und war eines der aufwendigsten Brückenbauwerke der Reichsautobahn. In der Vorentwurfsphase arbeitete Paul Bonatz mit, der den Entwurf dann weitgehend ausführungsreif weiterentwickelte. Die Konstruktion bestand aus Natursteingewölben auf natursteinverkleideten Pfeilern in Stampfbeton. Die Brücke wurde ab Juli 1937 errichtet und am 23. September 1939 mit dem Autobahnabschnitt Limburg-Nord zur damaligen Anschlussstelle Wiesbaden an der Strecke 21 dem Verkehr übergeben.
Das 513,54 Meter lange und maximal 60 Meter hohe Bauwerk hatte dreizehn, mit hölzernen Lehrgerüsten errichtete Bögen mit lichten Weiten von 29,48 Metern und Pfeilerachsabständen von 34,0 Metern. Das äußere Erscheinungsbild mit seiner versprungen gemauerten Natursteinverkleidung ähnelte der später errichteten Elstertalbrücke der Vogtlandautobahn, „hellsilbrig bis grau und grünlich, unregelmäßig geschuppt wie ein Forellenleib“. Das Mauerwerk bestand aus Lahnporphyr, Trachyt, Phonolith, Kalkstein und Granit. Die Pfeiler verjüngten sich nach oben von 6,0 auf 4,5 Meter, wodurch die monumentale Wirkung noch eine Steigerung erfuhr. Mit einer Breite von 19 Metern entsprach sie dem Regelquerschnitt der Reichsautobahn von 7,5 Metern je Richtungsfahrbahn plus 4 Meter Mittel-, jedoch ohne Seitenstreifen. Die Bögen wurden mit einer elliptischen Form überhöht.
Durch Materialwahl und Bogenbauweise korrespondierte sie einerseits mit dem damals unverputzten Limburger Dom, der in rund 900 Meter Entfernung stand, andererseits mit der alten Lahnbrücke aus dem 14. Jahrhundert, über den die Via Publica von Köln nach Frankfurt führte. Bei der Materialauswahl wurde ein erheblicher Aufwand betrieben. Unter anderem wurden die Steine des Limburger Doms, der Abteikirche Marienstatt und älterer Eisenbahnbrücken im Westerwald untersucht, um deren Ursprungsort herauszufinden und Steine von dort zu verwenden. In Goldhausen im Westerwald wurde eigens ein stillgelegter Steinbruch wiedereröffnet, um von dort Steine zu beziehen, die bei den Mittelpfeilern des Limburger Doms verwendet worden waren. Weitere Quellen für die Natursteinverkleidung waren Steinbrüche in Selters (Westerwald), Wölferlingen und Weidenhahn. Da die Westerwälder Steinbetriebe nicht ausreichend leistungsfähig waren, musste fast die Hälfte der vermauerten Steine aus der Eifel und dem Fichtelgebirge bezogen werden. Ein unregelmäßiges Schichtenmauerwerk kam zum Einsatz. Die Sockel der Pfeiler wurden mit Lahnmarmor verkleidet, dies allerdings nicht aus gestalterischen Gründen, sondern wegen dessen Widerstandsfähigkeit. Insgesamt wurden rund 21.500 Kubikmeter Werksteine verbaut.
Bauausführende Firmen waren in erster Linie die Unternehmen Grün & Bilfinger und Dyckerhoff & Widmann. Bis zu tausend Personen waren gleichzeitig auf der Baustelle beschäftigt.
Die Brücke galt wegen ihrer landschafts- und ortsgebundenen Gestaltung als baukünstlerisches Denkmal und Musterbeispiel geglückter Zusammenarbeit zwischen Architekt und Ingenieur. Die Masse der Pfeiler passten allerdings im Maßstab nicht zum Limburger Dom im Hintergrund und auch nicht zur Landschaft, auch wenn die Schönheit des Mauerwerks die Wirkung der Masse milderte.
In der Nacht zum 26. März 1945 sprengte die Wehrmacht vor den aus der Richtung Montabaur anrückenden amerikanischen Truppen einen Bogen. In der Nacht und an den folgenden Tagen stürzten sechs weitere Bögen nach. Der daraus folgende Aufstau der Lahn setzte den Ort Mühlen weitgehend unter Wasser und unterbrach die Lahntalbahn. Militärisch war die Sprengung nutzlos, die Amerikaner besetzten tags darauf Limburg und drangen ohne größeren Widerstand weiter in das Gebiet südlich der Lahn vor. Rund eine Woche nach der Zerstörung durch die Wehrmacht sprengten amerikanische Pioniere für das aufgestaute Wasser einen Abfluss in den Trümmerdamm. Diese Sprengung hatte eine Spätfolge: Ein dadurch gebildeter Wasserwirbel unterspülte den Damm der am Ufer verlaufenden Lahntalbahn. Im Jahr 1946 brach der Damm unter einer leer fahrenden Lokomotive zusammen. Ein Bahnbediensteter kam dabei ums Leben.

## Brücke 1949 bis 1962

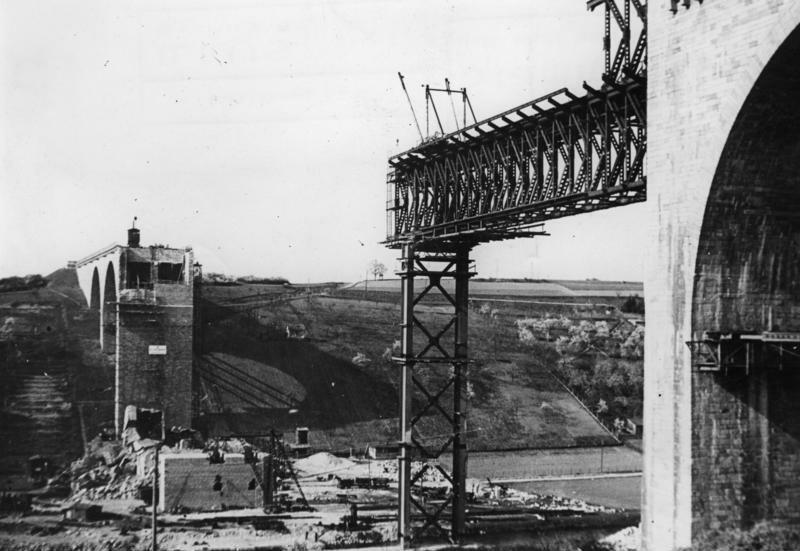
Lahntalbrücke 1949

In den Jahren 1948 bis 1949 wurde eine Behelfsbrücke über dem zerstörten Brückenabschnitt montiert. Sie musste eine 218 Meter breite Lücke schließen und war eine Parallelfachwerkkonstruktion aus Stahl mit Stützweiten von 68 Metern in den beiden Randfeldern und 102 Metern bei der mittleren Öffnung, die auf Hilfspfeilern aus Stahl ruhte. Die Fahrbahnplatte bestand aus Stahlbeton und war mit 7,5 Metern Breite für einen Fahrstreifen je Fahrtrichtung ausgelegt.

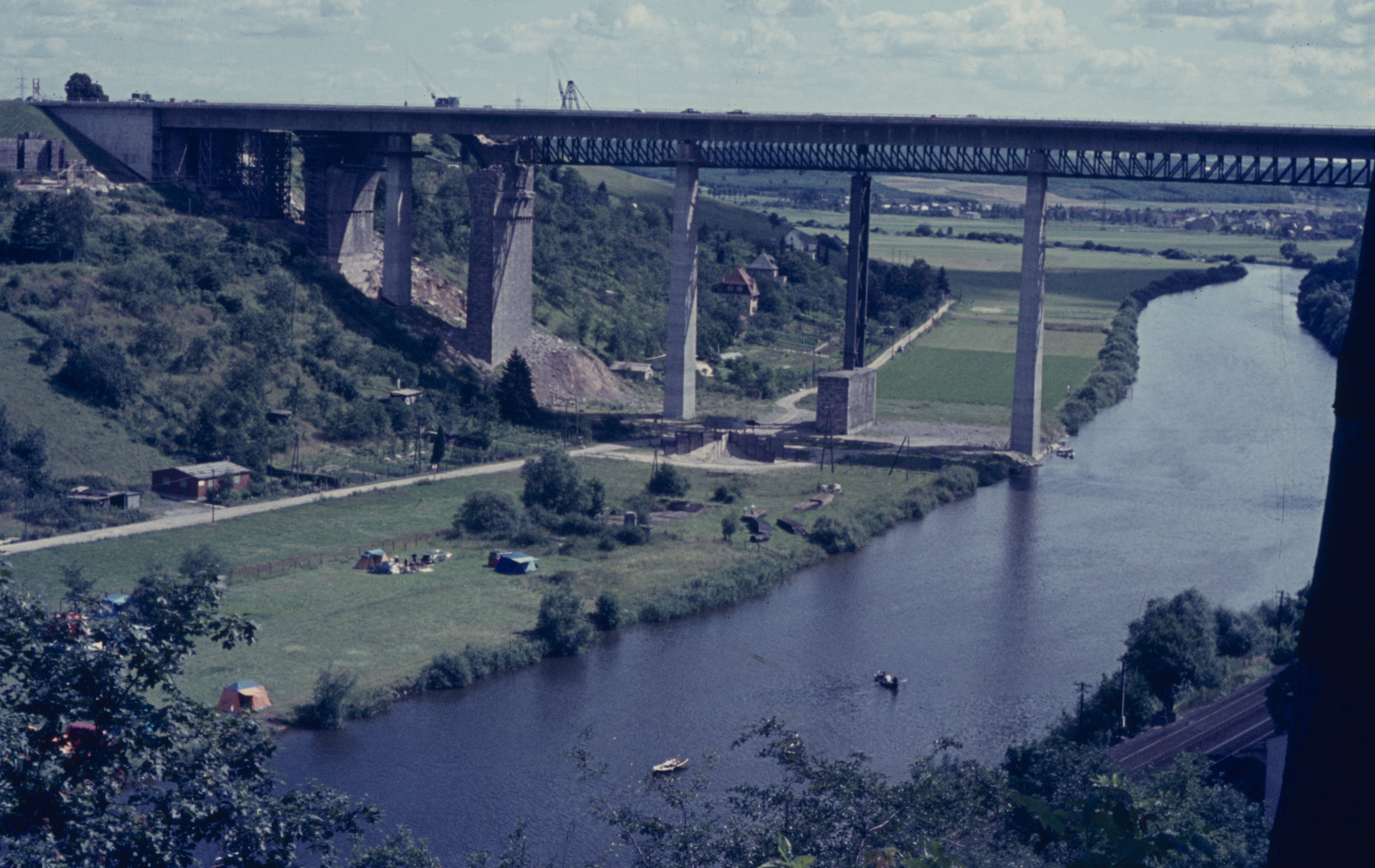
Lahntalbrücke am 14. Juli 1963

Bis zur Freigabe des Behelfs 1950 wurde der Autobahnverkehr durch die Limburger Innenstadt geleitet. 1949 wurden auf der innerstädtischen Autobahnroute bis zu 6000 Fahrzeuge am Tag gezählt.

## Brücke 1965 bis 2016
Vom Jahr 1960 bis 1965 erfolgte der Bau einer modernen Spannbetonbalkenbrücke, bestehend aus zwei Teilbauwerken, durch das Unternehmen Wayss & Freytag, nach einem Sonderentwurf des Ingenieurs Hermann Bay und des Architekten Wilhelm Tiedje. Die Kosten betrugen 11 Millionen Deutsche Mark. Am 31. Mai 1963 wurde ein Teil, am 30. Juli 1965 der Rest für den Verkehr freigegeben.

### Gründung und Unterbauten
Die Widerlager und Pfeiler waren auf Fels flachgegründet, bei dem Flusspfeiler wurden die bestehenden Fundamente wiederverwendet. Die bis zu 49 Meter hohen Pfeiler hatten einen rechteckigen Hohlquerschnitt mit einem Anzug von 1,3 Prozent in Quer- und 1,5 Prozent in Längsrichtung. Am Pfeilerkopf betrugen die Außenabmessungen 6,77 Meter mal 3,86 Meter bei Wandstärken von 30 Zentimetern. Im Inneren des südlichen Widerlagers befand sich ein Pfeilerstumpf der alten Brücke von 1939, der in die neue Konstruktion einbezogen wurde.

### Überbauten
Der Überbau der Spannbetonbrücke, ein Durchlaufträgersystem mit sieben Feldern, bestand aus zwei einzelligen Hohlkästen im Achsabstand von 14,6 Metern. Die Überbauten waren je 15 Meter breit und in Längs- und Querrichtung vorgespannt, bei einer konstanten Bauhöhe von 4 Metern. Die Stege waren 1:10 geneigt. Die Stützweiten betrugen für die 7-feldrige Brücke 46 Meter – 53 Meter – 59 Meter – 68 Meter – 63 Meter – 57 Meter – 50,5 Meter. Die Brücke hatte eine schwimmende Lagerung, bei der die festen Lager auf den drei hohen Talpfeilern angeordnet waren.

### Baudurchführung
Die Pfeiler wurden mit Gleitschalung hergestellt. Der Überbau der Innenfelder wurde in Abschnittslängen von 4 Metern mit über Hilfspylonen abgespanntem Freivorbau betoniert, die Endfelder wurden auf ortsfestem Traggerüst hergestellt.

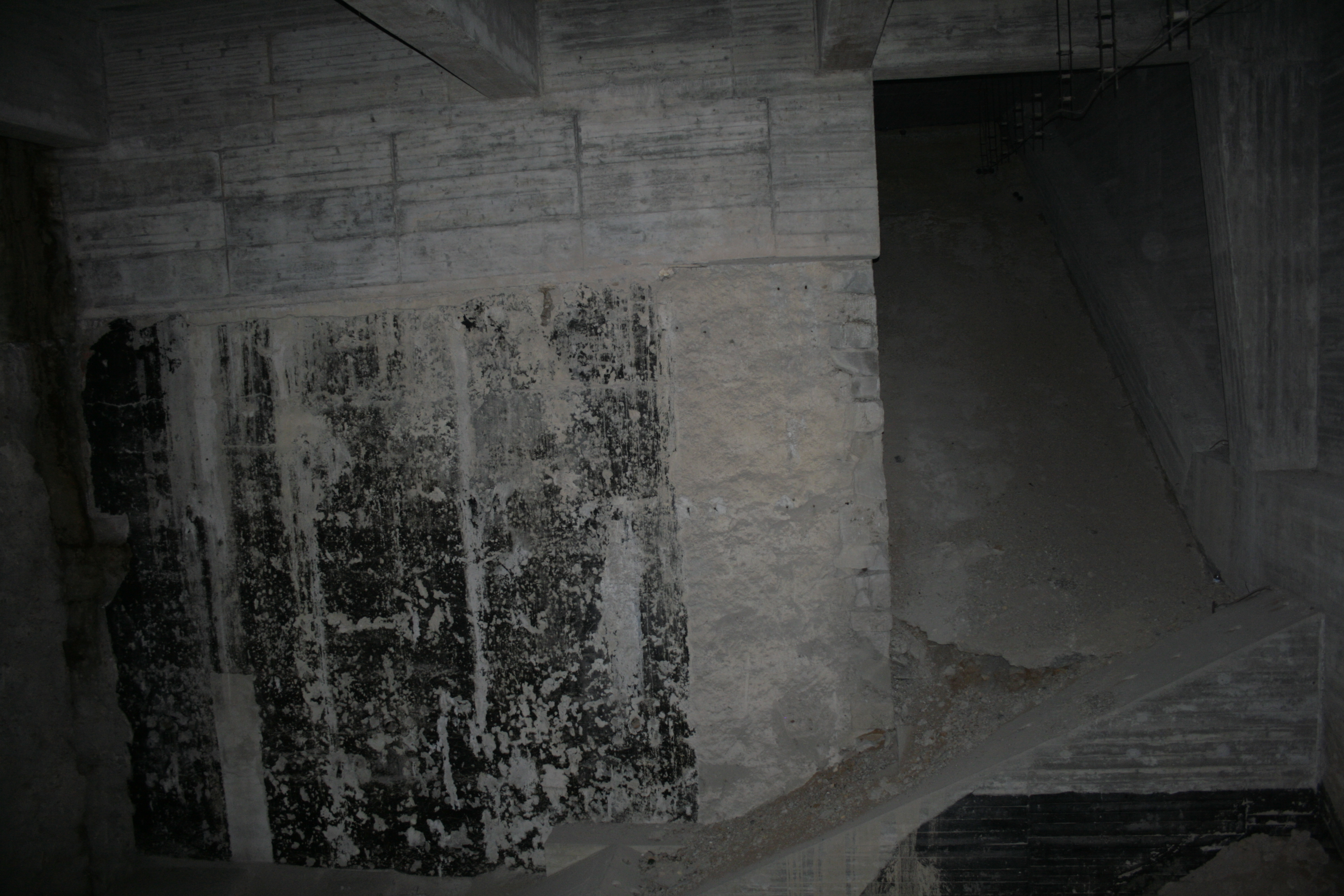
Rest eines Pfeilers aus den 1930er Jahren im Inneren des südlichen Widerlagers des Folgebauwerks
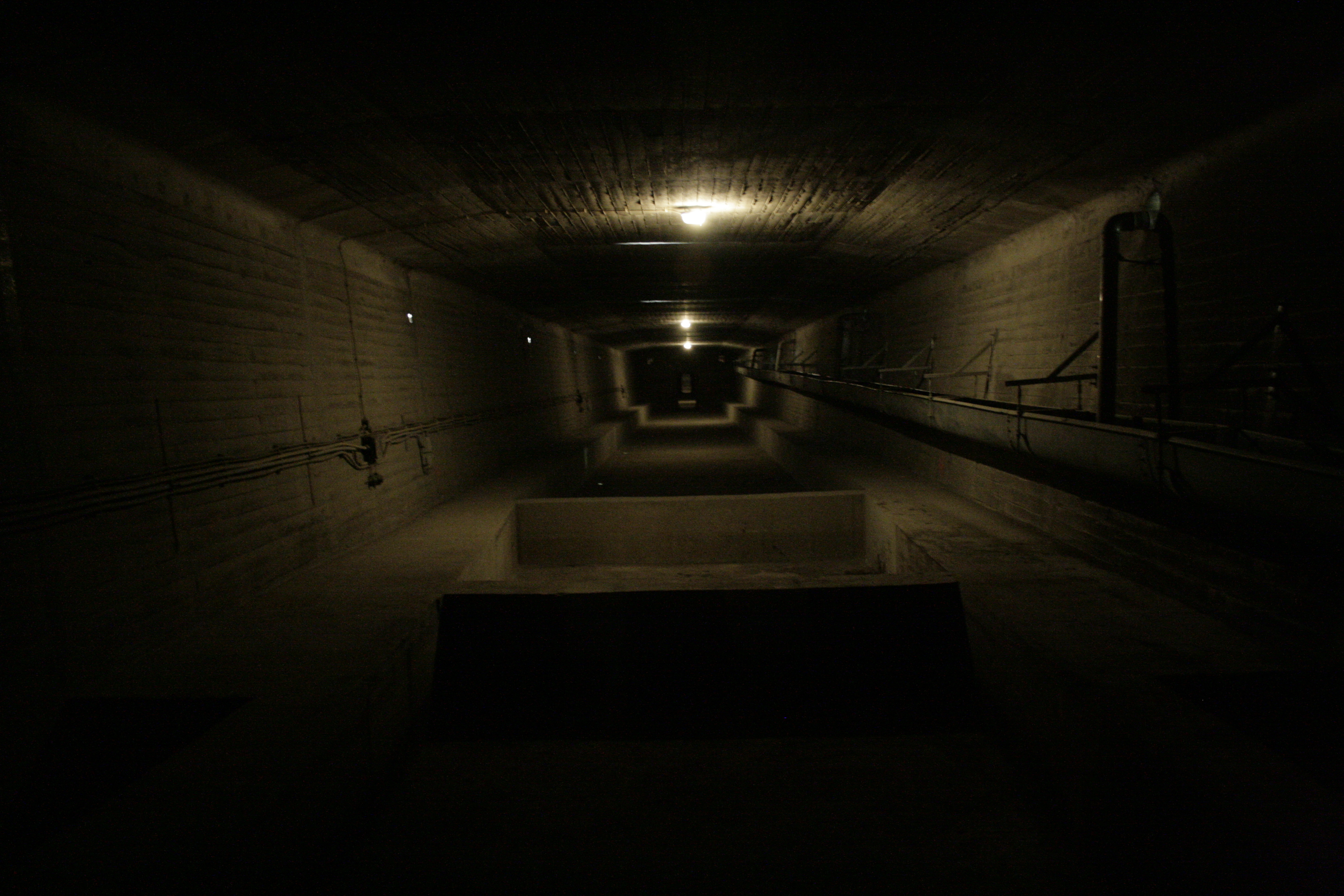
Innenraum des Hohlkastens
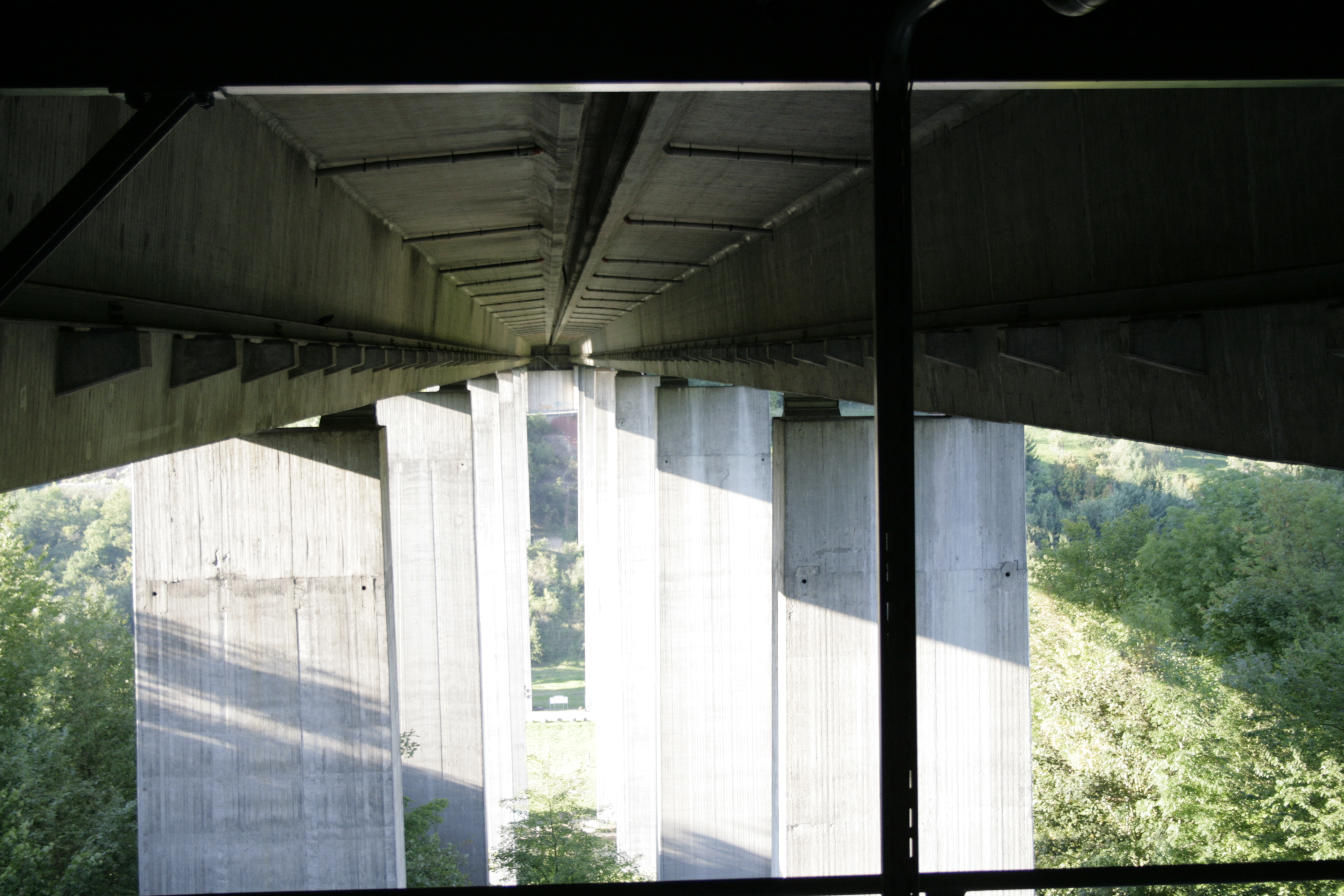
Blick zwischen den Hohlkästen hindurch
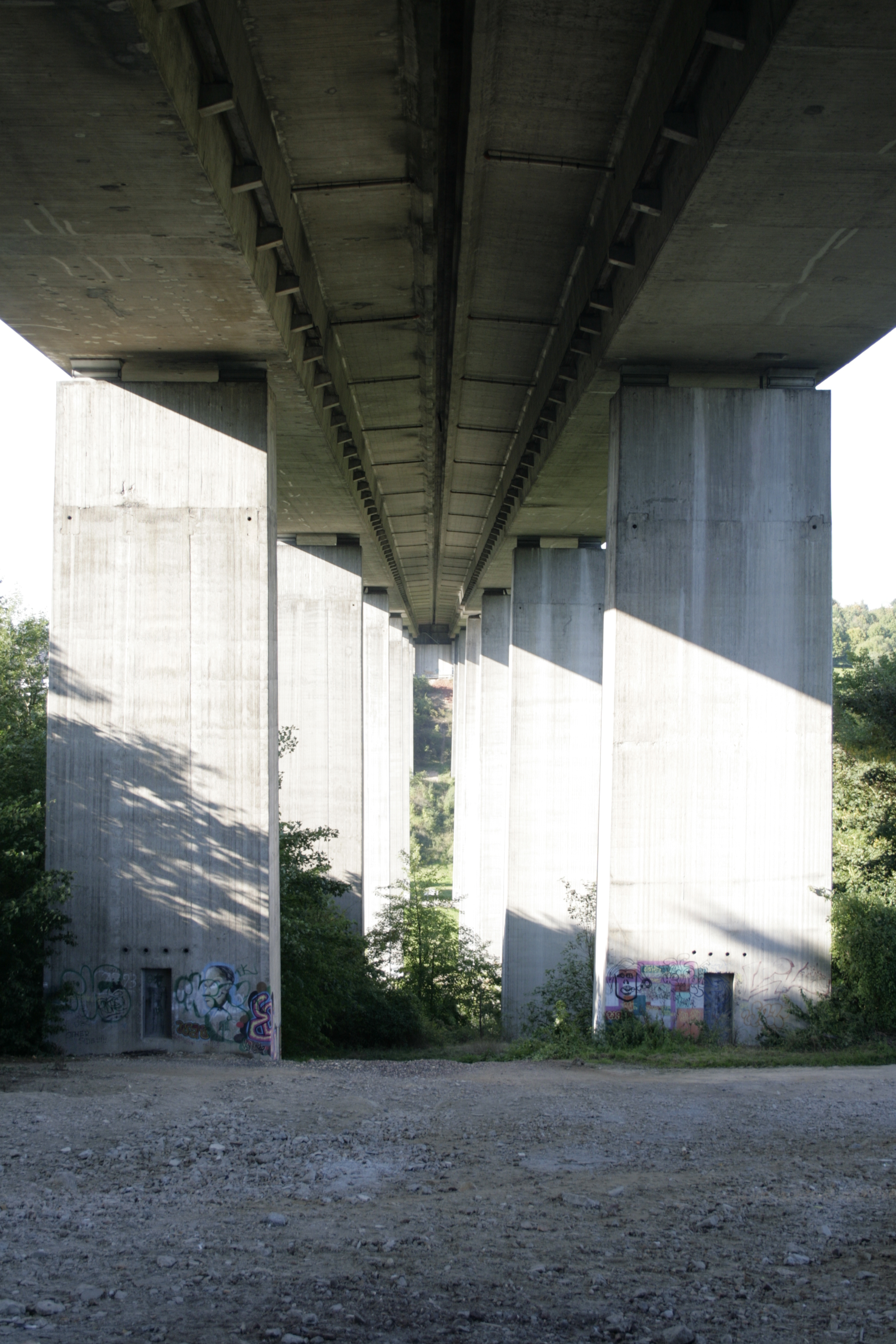
Unterseite und Pfeiler von der Südseite aus gesehen
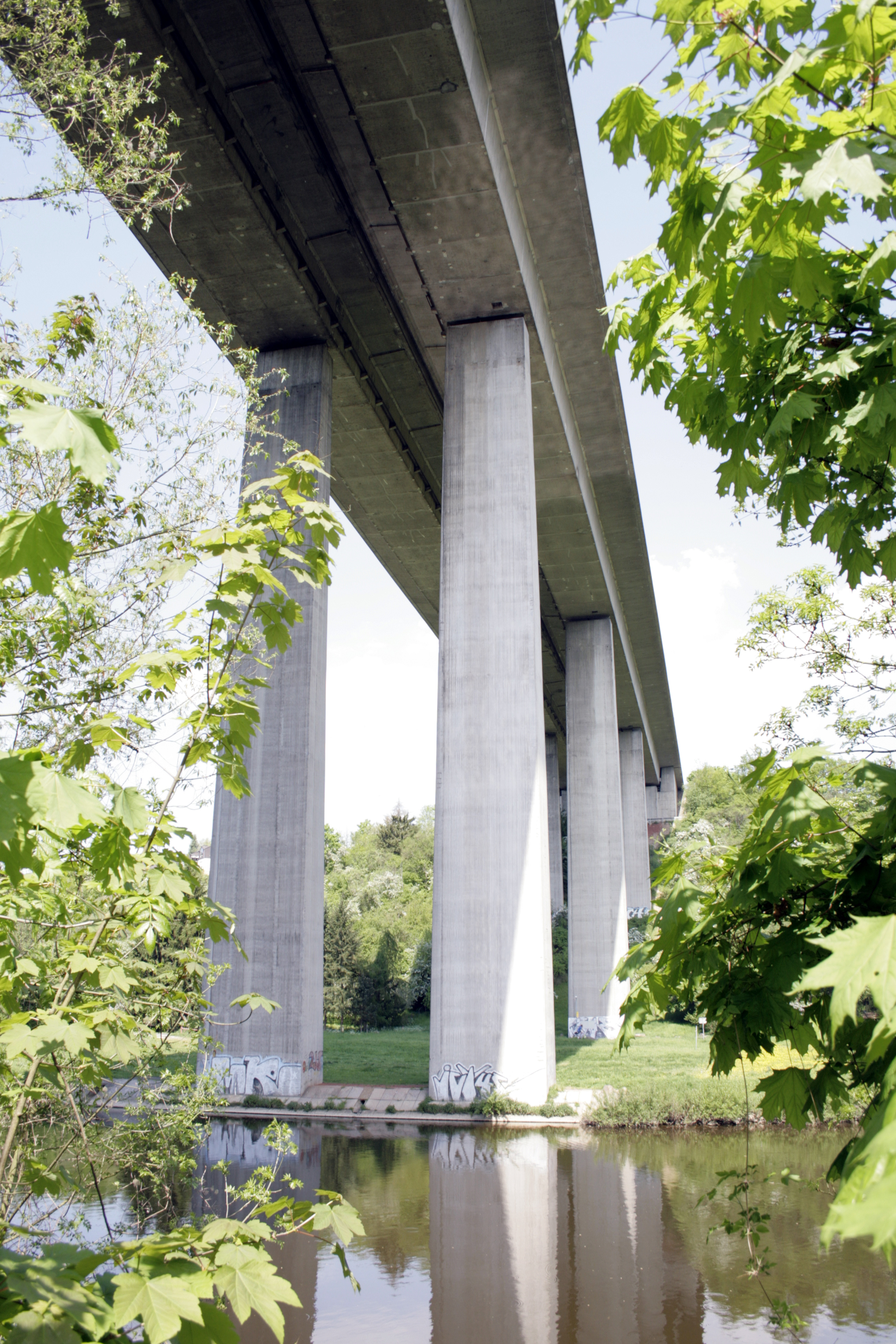
Brückenuntersicht

### Instandsetzungen 1981, 2004
Aufgrund von Rissen in den Arbeitsfugen des Überbaus erfolgte im Jahr 1981 eine Instandsetzung durch Rissverpressung und Verstärkung durch Aufbringen von Stahlbetonlaschen im Bereich der Momentennullpunkte. Im Jahr 2003 ergab die regelmäßige Bauwerksuntersuchung der Autobahnbrücke, dass diese dringend instand gesetzt werden muss. Eine Notinstandsetzung und Erneuerung der Fahrbahnplatten ertüchtigte 2004 und 2005 das Bauwerk noch einmal für rund zehn Jahre. Außerdem wurden die Überbauten durch den Einbau von Spannstahl mit externer Vorspannung verstärkt.

### Von 2013 bis zum Abbruch
Im Jahr 2013 begann nach Vorplanungen der Bau einer neuen Autobahnbrücke über die Lahn in geringer Entfernung. Im gleichen Jahr wurden Überlegungen einer Immobilienfirma bekannt, die bisherige Brücke mit Wohngebäuden zu bebauen. Dieses löste eine erhebliche politische Debatte in der Region und ein weit darüber hinausgehendes Medienecho aus. In einer Entscheidung vom 17. November 2014 lehnte die Limburger Stadtverordnetenversammlung jede Bebauung der Brücke ab.
Der Abbruch der alten Lahntalbrücke wurde für 14,1 Millionen Euro brutto vergeben. Der Abbruch der Überbauten erfolgte 2016/2017 mit Hilfe einer Vorschubrüstung. Sechs Pfeiler wurden am 27. August 2017 gesprengt. Die restlichen Pfeiler wurden maschinell abgebrochen. Ende Februar 2018 waren die Abbrucharbeiten beendet.

## Brücke seit 2016

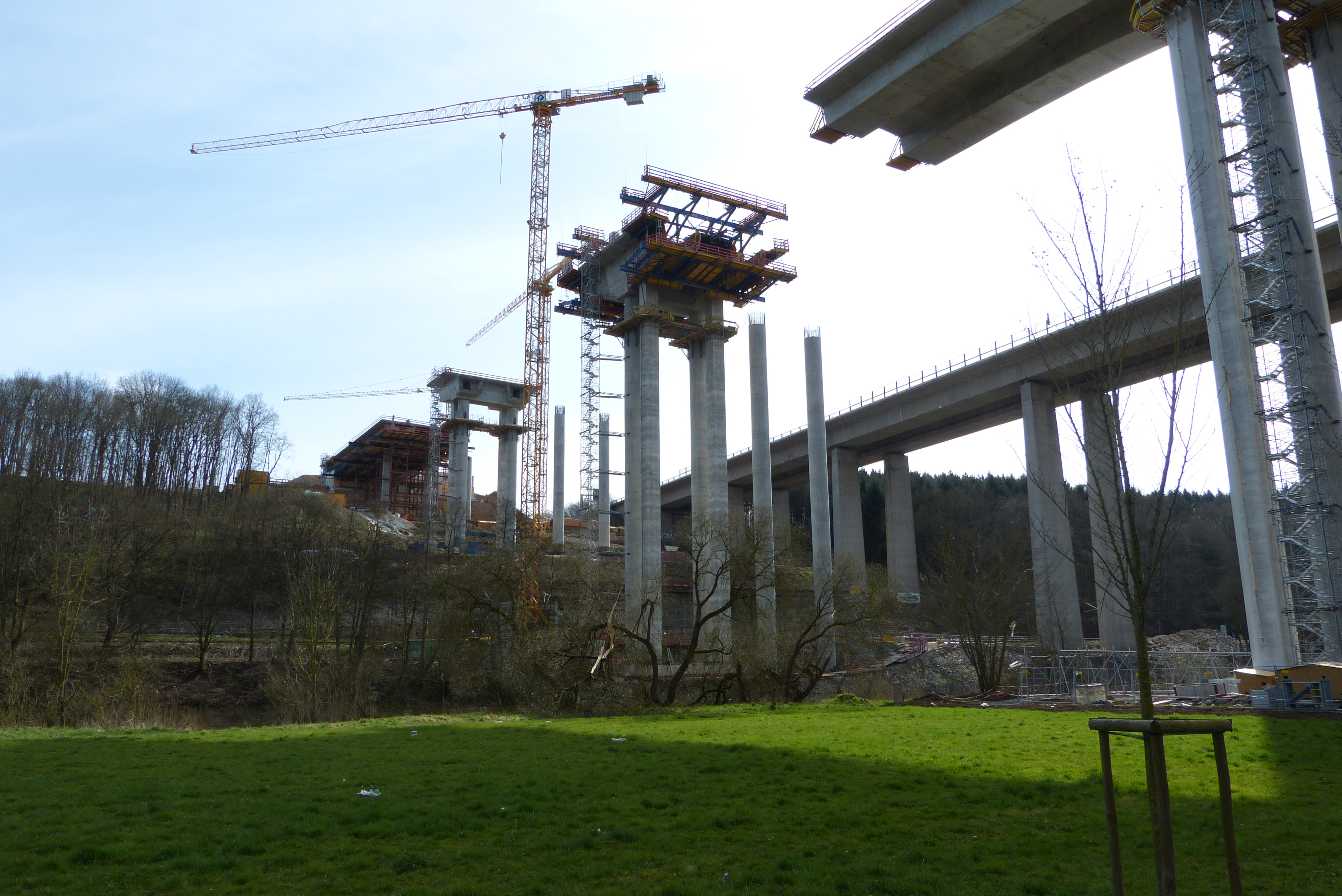
Freivorbauwagen auf Pfeilerkopf (April 2015)

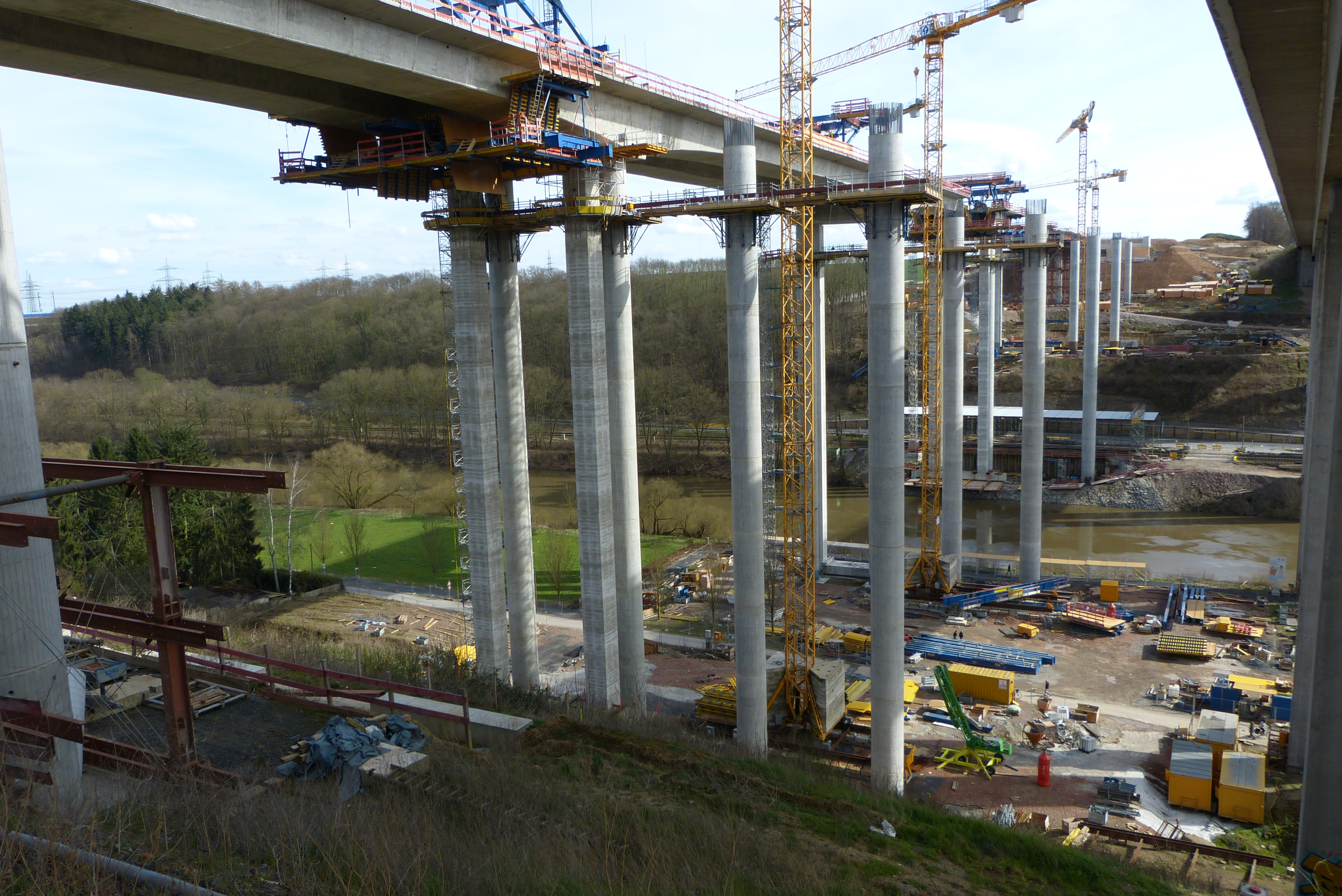
Baufortschritt im April 2015. Gut sichtbar sind die eckigen Hilfspfeiler.

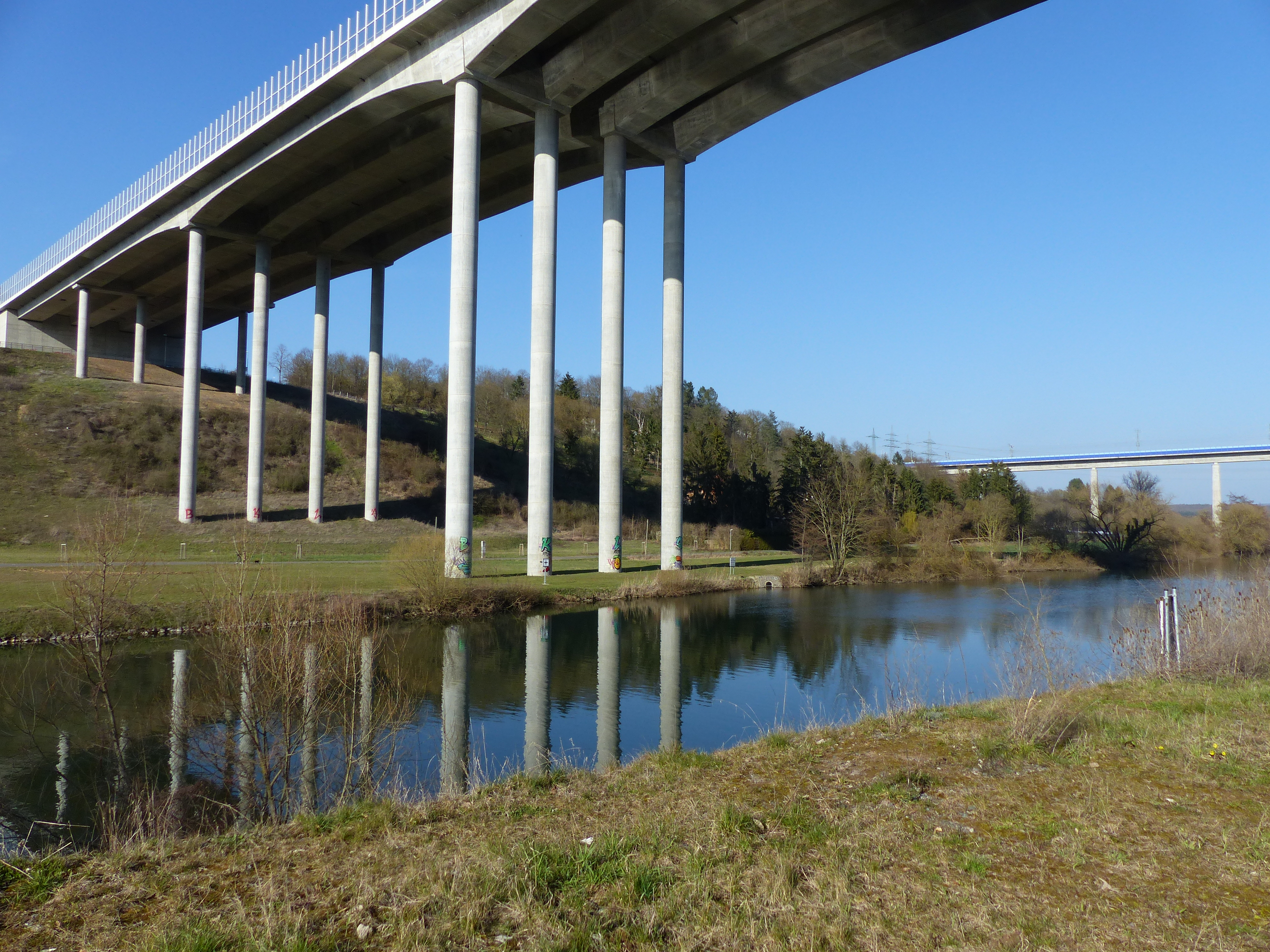
Anblick der fertigen Brücke vom südlichen Lahnufer aus

Für einen Brückenneubau, der abgerückt von vorheriger Lage mit je vier Fahrstreifen und einer Standspur pro Richtungsfahrbahn zur Ausführung kam, wurde ein Realisierungswettbewerb ausgeschrieben. Sieger wurde im April 2008 ein Entwurf einer Arbeitsgemeinschaft aus der Bürogemeinschaft Konstruktionsgruppe Bauen aus Kempten und dem Architekturbüro Karl + Probst aus München.
Dementsprechend wurde eine 450 Meter lange und 62 Meter hohe Balkenbrücke mit sieben Feldern und Stützweiten von 45 bis 90 Metern errichtet. Die auf Pfahlkopfbalken mit Bohrpfählen mit 1,5 Meter Durchmesser und maximal 20 Meter Länge gegründeten Brückenpfeiler sind außerhalb der Lahn angeordnet. Für jede Fahrtrichtung ist ein Überbau mit zwei gevouteten, in Längsrichtung vorgespannten Hohlkästen vorhanden. Die Konstruktionshöhe beträgt maximal 5,5 Meter über den Pfeilern und minimal 2,5 Meter in Brückenmitte. Jeweils zwei Stahlbetonrundstützen mit maximal 2,8 Metern Durchmesser tragen in den Brückenquerachsen einen Überbau. In der Entwurfsplanung waren Stahlverbundstützen vorgesehen. Auf der westlichen, der Stadt zugewandten Seite befindet sich eine fünf Meter hohe transparent ausgefachte Lärmschutzwand.
Die Herstellung der Brücke erfolgte im Freivorbau in fünf Meter langen Abschnitten mit Hilfspfeilern, die sich direkt neben den Brückenpfeilern befanden, als Stabilisierungsmaßnahme. Die Hilfspfeiler standen auf hydraulisch verschiebbaren Fundamenten, die nach Fertigstellung des ersten Überbaus für die Verwendung beim zweiten Überbau seitlich verschoben wurden.
Im Frühjahr 2010 gab es erste Baugrunduntersuchungen für die Gründung des Neubaus und im Sommer 2012 archäologische Grabungen im bei den Vorarbeiten neuentdeckten Römerlager Limburg. Der feierliche erste Spatenstich wurde am 8. Juni 2013 vorgenommen. Ende 2015 war die östliche Hälfte (Fahrbahn Richtung Köln) soweit vollendet, dass der Verkehr beider Richtungen provisorisch über diesen Bau geleitet wurde und mit dem Rückbau der alten Talbrücke begonnen werden konnte. Das zweite Teilbauwerk (Fahrbahn Richtung Frankfurt) wurde bis Ende 2016 fertiggestellt. Der Bau der Brücke hatte einen Auftragswert von 40,6 Millionen Euro netto.
Die neue Brücke wurde östlich der Bestandsbrücke gebaut. Dadurch verschwand auch die leichte Kurve im Autobahnverlauf in der südlichen Zufahrt zur Brücke. Die Gesamtkosten des Projektes, zu dem neben Neubau und Abbruch der Lahntalbrücke auch die geänderte Trassenführung auf 2,3 km Länge, der Umbau der Anschlussstelle Limburg-Süd und mehrere Lärmschutzwände gehörten, wurden mit 92,7 Millionen Euro brutto angegeben (Stand Dezember 2016).